# チビドン
『チビドン』は、赤塚不二夫による漫画作品。『月刊コロコロコミック』（小学館）において1980年2月号に特別読切が掲載され、1980年4月号から1981年3月号まで連載された。1981年11月に『100てんランドコミックス』（双葉社）として刊行された。
本作は、4人の小学生が人の悩み事・困り事を聞く「なんでも株式会社」を立ち上げて、苦労しながら活動する内容を描いた作品である。

## 登場人物
チビドン
主人公で社長。依頼元へは自ら行くことが多い。
テンドン
課長。頭髪がエビの形をしているが、家が代々床屋で、名物のエビ刈りだという。
タマドン
経理担当の女の子。
カツドン
役職は不明。
ライスおじん
会社の掃除係。